# Бойкот компании «Тнува» 2011 года
Бойкот компании «Тнува» (ивр. מחאת הקוטג‎ или же ивр. חרם הקוטג'‎) — бойкот израильскими потребителями продукции компании «Тнува», который начался в июне 2011 года после публикации в социальной сети Facebook. Бойкот был направлен против продолжения роста цен на продукты питания в Израиле. Организаторы призвали общественность прекратить покупать  деревенский творог, который считается основным продуктом питания в Израиле. В течение короткого времени 100 000 пользователей присоединились к странице протеста Facebook. По мере того, как бойкот набирал обороты, он вызвал общественные дебаты о высокой стоимости жизни в Израиле. Несмотря на специальные рекламные кампании, направленные на то, чтобы соблазнить покупателей, сети супермаркетов сообщили о резком сокращении выпуска творога тремя ведущими израильскими молокозаводами, а цена на творог в стране была снижена.

## История

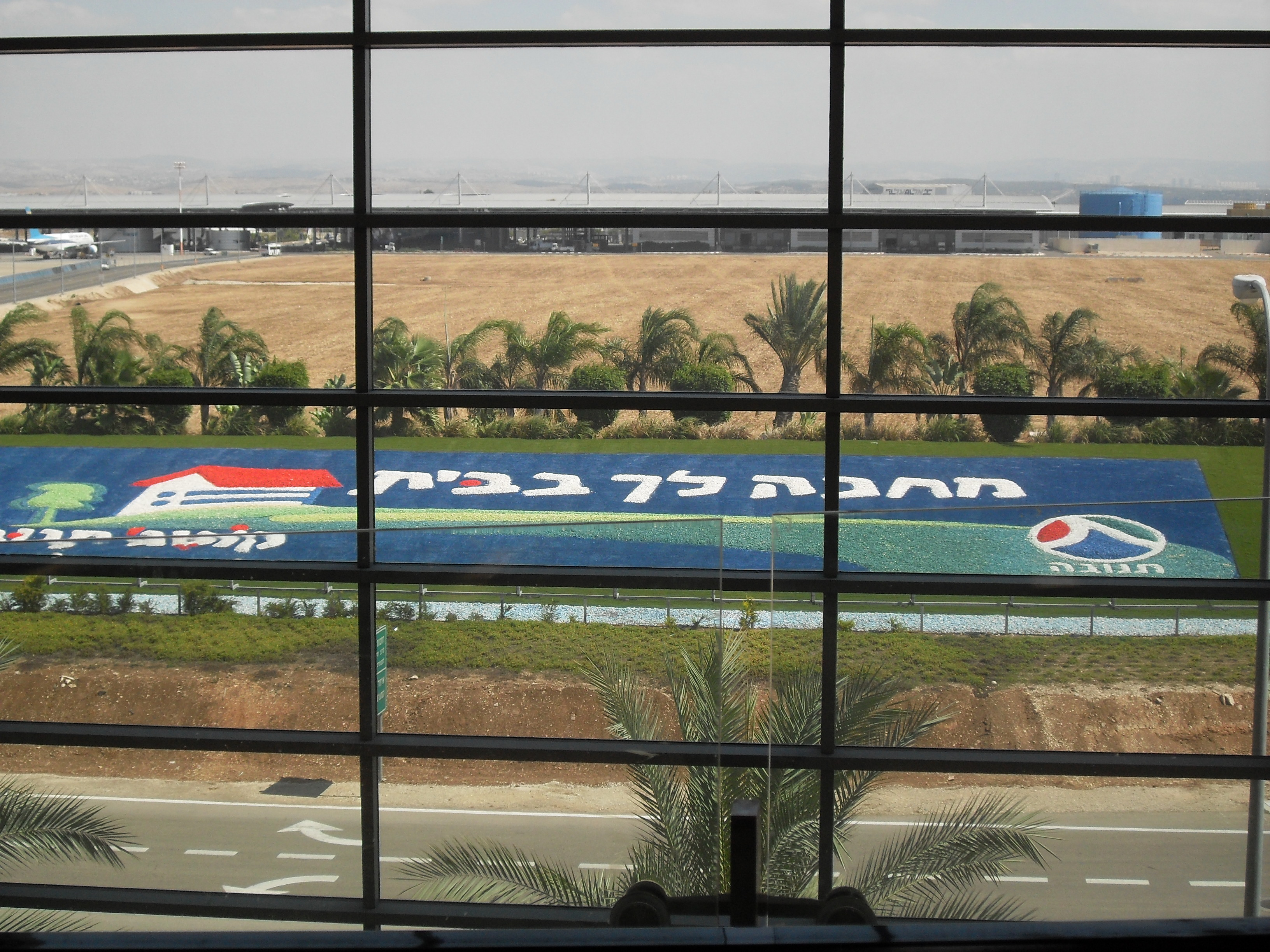
Реклама творога компании «Тнува». Вид из зала прилёта в Международном аэропорту Бен-Гурион

Деревенский творог является популярным товаром в Израиле, который воспринимается израильтянами как основной продукт питания. Кооператив «Тнува» контролирует более 70 % рынка молочной продукции, остальную часть рынка делят между собой компании Штраус Групп и Тара. Кроме того, до бойкота импорт молочных продуктов в Израиль был минимальным из-за чрезвычайно высоких ввозных пошлин, наложенных на них, причем пошлины на некоторые виды молочной продукции превышали 100 %. Из-за доминирования на рынке молочных продуктов Израиля компании «Тнува» антимонопольное управление Израиля считало его законной монополией, которая имеет право регулировать свои цены, чтобы не допустить взвинчивания цен. В августе 2008 года министр финансов Израиля Авраам Гиршзон объявил, что правительство прекратит регулировать цену на творог, которая составляла 4,82 шекеля для упаковки объемом 250 мл, чтобы стимулировать конкуренцию на этом рынке. Вопреки ожиданиям, в течение трёх лет цена на творог выросла примерно на 45 % от первоначальной цены, то есть, примерно до 8 шекелей.
Согласно израильской финансовой газете «Глобс», повышение цен, которое привело к бойкоту, было вызвано требованием к руководству «Тнувы» со стороны лондонского фонда прямых инвестиций Apax Partners, который приобрёл контрольный пакет акций израильской компании, с целью повышения стоимость компании. После того, как «Тнува» была приобретена фондом, её руководителям было приказано представить 100-дневный план по увеличению стоимости компании, который получил прозвище «Quick Wins», в соответствии с политикой Apax по приобретению компаний, увеличению их стоимости и продаже их в течение шесть лет. Затем Apax нанял американскую консалтинговую фирму McKinsey & Company, чтобы изучить возможности ценообразования «Тнувы». McKinsey вместе с главным экономистом «Тнувы» доктором Шулой Песах провели исследование и пришли к выводу, что можно повысить цены на творог как минимум на 15 %, не нанося вреда общественному спросу, хотя доктор Песах предупредила, что повышение цен может «взорваться» в лицо компании. Источники в «Тнуве» сообщили Globes, что «еще до роста производства сырого молока было ясно, что „Тнува“ собирается постоянно повышать цены».

## Протест
После серии статей Иланит Хаим в газете «Глобс», в которых рассказывалось о росте цен на продукты питания и стоимости жизни в Израиле, в июне 2011 года житель Бней-Брака Ицик Алров открыл в Facebook группу протеста, призывая израильскую общественность в качестве первого шага прекратить покупать  деревенский творог. В частности, отмечалось, что цена на  деревенский творогв зарубежных магазинах ниже, чем цена на него в Израиле. Хотя бойкот был запланирован на 1 июля 2011 года, он был хорошо прорекламирован в средствах массовой информации. К протестной группе в Facebook присоединились десятки тысяч пользователей, и вскоре их число превысило 100 000. В результате бойкот был перенесен на середину июня 2011 года. Общественности было настоятельно рекомендовано покупать творог только в том случае, если он стоит менее 5 шекелей, а также бойкотировать другие молочные продукты «Тнувы».
В сентябре 2011 года против компании «Тнува» был подан коллективный иск на сумму 125 миллионов шекелей, в котором утверждалось, что компания злоупотребила своим положением, чтобы повысить цены на творог более чем на 40 % в период с 2006 по 2011 год. Антимонопольное управление Израиля также начало расследование в отношении «Тнувы» по обвинению в злоупотреблении монопольным положением.
После того, как генеральный директор израильского филиала Apax Partners Захавит Коэн объявила, что компания не будет снижать цену на творог, были созданы другие группы протеста на Facebook, призывающие бойкотировать все продукты «Тнувы».

## Реакция правительства
В результате общественного протеста оппозиционные партии начали дебаты по этому вопросу в Кнессете. Министр финансов Юваль Штайниц и премьер-министр Биньямин Нетаньяху объявили, что рассмотрят вопрос об импорте молочных продуктов для создания конкуренции на израильском молочном рынке. Кроме того, министр финансов Израиля объявил, что цена на молочные продукты, которая регулируется правительством, будет по-прежнему регулироваться. Государственный контролер Миха Линденштраус объявил, что расследует рост стоимости молочных продуктов. Председатель Кнессета Реувен Ривлин осудил компанию «Тнува», заявив: «Вы покупаете отечественный продукт, но деньги уходят за границу».
Комитет Кедми, назначенный для изучения вопроса, обнаружил, что главное влияние на рост цен оказали розничные сети, а также крупные производители молочной продукции. Израильские фермеры в подъёме цен были не виноваты. Следуя рекомендациям комитета, министр финансов подписал законопроект о снижении таможенных пошлин на ввоз твёрдых сыров. Израильские фермеры, производившие молочную продукцию, начали протестовать против этого, считая, что в результате снижения таможенных пошлин, они понесут максимальный ущерб. В феврале 2014 года министр экономики Израиля Нафтали Бенет снизил импортные пошлины на различные молочные продукты, такие как масло и йогурт, на 80 %, хотя это снижение сопровождалось квотами и субсидиями, чтобы помочь небольшим израильским компаниям увеличить свою долю на рынке и поддержать конкуренцию.
30 декабря 2013 года правительство Израиля ввело контроль над ценами продукции «Тнувы», что понизило цены на молочные продукты примерно на 20 %. Этому решению предшествовало исследование рынка бухгалтером, нанятым правительством, который установил, что цены на продукцию «Тнувы» были «чрезмерными и необоснованными».

## Реакция сетей магазинов и молокозаводов
Израильские магазины сообщили, что в результате протеста продажи молочных товаров резко сократились. В результате этого несколько розничных сетей объявили, что они значительно снизят розничную цену творога и сливочного сыра.
После многих дней, в течение которых молочные кооперативы хранили молчание, Офра Штраус, председатель группы компаний Штраусс, заявила: «Мы ошиблись. Стоимость продукции слишком высока», и добавила, что разница между высокотехнологичными и потребительскими товарами заключается в том, что при производстве вторых производитель не может игнорировать то, что происходит с людьми. На следующий день Захавит Коэн, генеральный директор «Тнувы», объявила, что «Тнува» не будет повышать цены на молочные продукты до конца года, но также не будет и снижать цену. Пять дней спустя «Тнува» всё же уступила и снизила цены примерно на 12,5 %, до 5,90 шекелей за упаковку. Организаторы протеста заявили, что цена всё ещё слишком высока, и бойкот будет продолжаться, пока она не упадет до 5 шекелей. Вскоре после этого все молочные кооперативы объявили о снижении цен на творог. Сеть супермаркетов «Мега» объявила о сокращении цен на основные товары на 10 %. Сеть супермаркетов «Шуперсаль» заявила, что будет продавать творог за 5,9 шекелей.
Из-за протестов потребителей, две другие израильские компании, производящие пищевые продукты, «Зоглобек» и «Осем», заявили, что приостановят запланированное повышение цен на свою продукцию.

## Значение бойкота
Бойкот  творога компании «Тнува» оказал заметное влияние на экономическую и общественно-политическую жизнь Израиля.
Исследования проведенные в 2017 году учеными Тель-Авивского университета показали эффективность бойкота творога:
- Бойкот привел к немедленному снижению цен на творог на 30 %, и эти цены оставались низкими даже шесть лет спустя.
- Цена на творог после бойкота оказалась существенно ниже ожидаемой, что означало обеспокоенность компаний-производителей высокой общественной активностью, проявленной потребителями.

Одним из результатов бойкота было снижение правительством таможенных пошлин на ввоз в Израиль молочной продукции, что способствовало открытию рынка страны для иностранных производителей, а следовательно, повышению конкуренции и снижению цен.
Кроме того, бойкот творога компании «Тнува» был первым массовым протестом в Израиле, организованном с помощью социальной сети Facebook. Именно использование социальной сети способствовало повышению активности потребителей, что, в конце концов, позволило им достигнуть поставленных целей.
Успех бойкота вдохновил общественность. Сразу же возникло движение протеста против высоких цен на жильё (палаточный протест), в котором протестующие также активно использовали социальную сеть Facebook.